# Teatrul Dramatic Rus de Stat „A. P. Cehov” din Chișinău

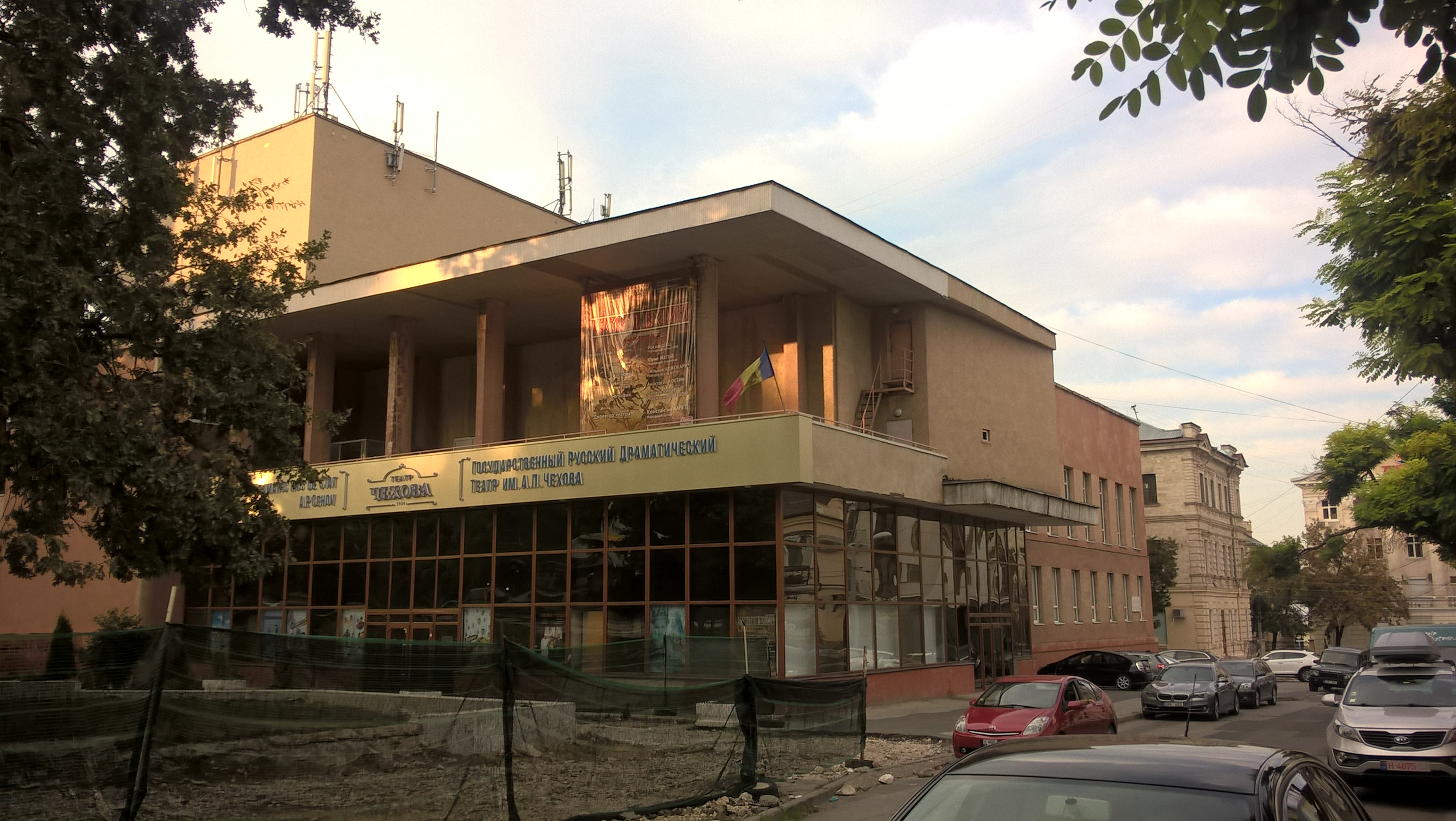

Teatrul Dramatic Rus de Stat „A. P. Cehov” este un teatru din Chișinău, Republica Moldova.

## Istoric
Teatrul a fost fondat în Tiraspol la 5 noiembrie 1934. Organizatorul teatrului și primul director a fost M.P. Zubov. În 1940, teatrul s-a mutat la Chișinău în incinta fostului teatru orășenesc, „Express”. La începutul Operațiunii Barbarossa (operația militară de invadare a Uniunii Sovietice în timpul celui de-al Doilea Război Mondial,1941), teatrul s-a mutat la Odesa, și de acolo a fost evacuat în orașul Cerkessk, RSFS Rusă. În august 1942, după ocuparea Cerkesskului, teatrul se mută, de această dată în Marî, RSS Turkmenă.
Ca urmare a operațiunii Iași-Chișinău (1944), teatrul se reîntoarce în RSS Moldovenească. Din anul 1945 (și până în prezent), teatrul este amplasat în incinta fostei sinagogi corale a Chișinăului, pe atunci, principalul lăcaș evreiesc de cult, ridicat în 1913.

## Trupa (2011)
- regizor principal — „Artist al poporului” Alexandru Vasilache
- regizor — „Maestru în artă al RM” Victor Kazacenko
- regizor — „Maestru în artă al RM” Ilia Șaț
- Șef al trupei — „Om emerit” Liubovi Roșina
- Șef al secțiunii literare — Valentina Skliarova.

## Legături externe
- Site web oficial
- ru Кишинёвскому государственному русскому драматическому театру им. А.П. Чехова 80 лет: «Наперегонки со временем» Arhivat în 11 iulie 2018, la Wayback Machine.
- ru "На каждой горной вершине ты оказываешься над пропастью". Кишиневский драматический театр им.А.П.Чехова Arhivat în 27 martie 2023, la Wayback Machine.